# Pablo Vidal
Pablo Esteban Vidal Rojas (Concepción, 24 de junio de 1983) es un geógrafo y político chileno, exmilitante de Revolución Democrática (RD). Se desempeñó como diputado en representación del distrito N.º 8 (de la Región Metropolitana de Santiago) como independiente, para el periodo 2018-2022.
En su etapa universitaria fue secretario general de la Federación de Estudiantes de la Pontificia Universidad Católica de Chile (FEUC) en 2006 y anteriormente vicepresidente del Centro de Estudiantes de Geografía (CEGUC) de la misma casa de estudios, en el periodo 2004-2005. Desde mayo de 2022 es presidente de la Asociación Nacional de Televisión (Anatel).

## Biografía

### Familia
Nació el 24 de junio de 1983 en la ciudad de Concepción, hijo de Miriam Rojas Rojas y Luis Vidal Bermedo, siendo el menor de cuatro hermanos: Milton Luis (empresario), Rodrigo Alejandro (arquitecto) y Felipe Eduardo (profesor y académico). En abril de 1986, con casi tres años de edad, sus padres son ungidos como Pastores de la Iglesia Pentecostal de Chile, y trasladados a la comuna de Estación Central en Santiago, donde vive toda su infancia y juventud.
Desde mayo de 2010 está casado con Paula Salazar, con quien tiene tres hijos; Florencia, Catalina y Tomás.

### Estudios
Entre 1989 y 1996 cursó la enseñanza básica en el Colegio Príncipe de Gales, de Estación Central. Asimismo, entre 1997 y 2000 cursó la enseñanza media en el Liceo Alberto Hurtado, de la comuna de Quinta Normal, obteniendo el mejor puntaje de toda su generación en la Prueba de Aptitud Académica (PAA).
En 2001 ingresó a estudiar la carrera de geografía en la Pontificia Universidad Católica (PUC). Durante su carrera se desempeñó en varios cargos de representación estudiantil, tanto en su carrera, como en la Federación de Estudiantes de la Universidad Católica (FEUC) y en la Confederación de Estudiantes de Chile (CONFECH), lo que lo llevó a congelar sus estudios entre el año 2005 y 2006. Al año siguiente retomó sus estudios, obteniendo el título profesional de geógrafo en 2009.  Su grado de licenciado en geografía lo obtuvo con la tesis denominada: Evolución del uso del suelo rural en la comuna de Buin, Región Metropolitana de Santiago: período: 1980-2007.
En el año 2011 obtuvo el diplomado en políticas públicas en medio ambiente, energía y desarrollo sustentable, en la Universidad Miguel de Cervantes, dirigido por Pablo Badenier, exministro de Medio Ambiente durante el segundo gobierno de Michelle Bachelet.[cita requerida]

## Carrera política
Su carrera política comenzó en 1999, cuando fue elegido vicepresidente de la Federación de Estudiantes Secundarios de Santiago Poniente.
En su etapa universitaria, en 2004 formó parte del Centro de Estudiantes de Geografía de la Pontificia Universidad Católica de Chile (CEGUC) en calidad de vicepresidente. Dos años más tarde, en 2006 integró la directiva de la Federación de Estudiantes de la Pontificia Universidad Católica de Chile (FEUC) con el cargo de secretario general. Ese año en Chile se destapa la llamada Revolución pingüina, movimiento estudiantil que buscó modificaciones estructurales al sistema educativo en Chile, que se inicia a partir de demandas de los estudiantes secundarios, a quienes se les suman posteriormente los universitarios a través de distintas organizaciones.[cita requerida]
En 2008 fue miembro del Tribunal Calificador de Elecciones de la Federación de Estudiantes de la Pontificia Universidad Católica de Chile (FEUC). En ese año fue elegida por primera vez una directiva del naciente movimiento Nueva Acción Universitaria (NAU), siendo elegido presidente Miguel Crispi. En años siguientes fueron elegidos otros dirigentes del NAU como Noam Titelman, Giorgio Jackson y Sofía Barahona, entre otros.

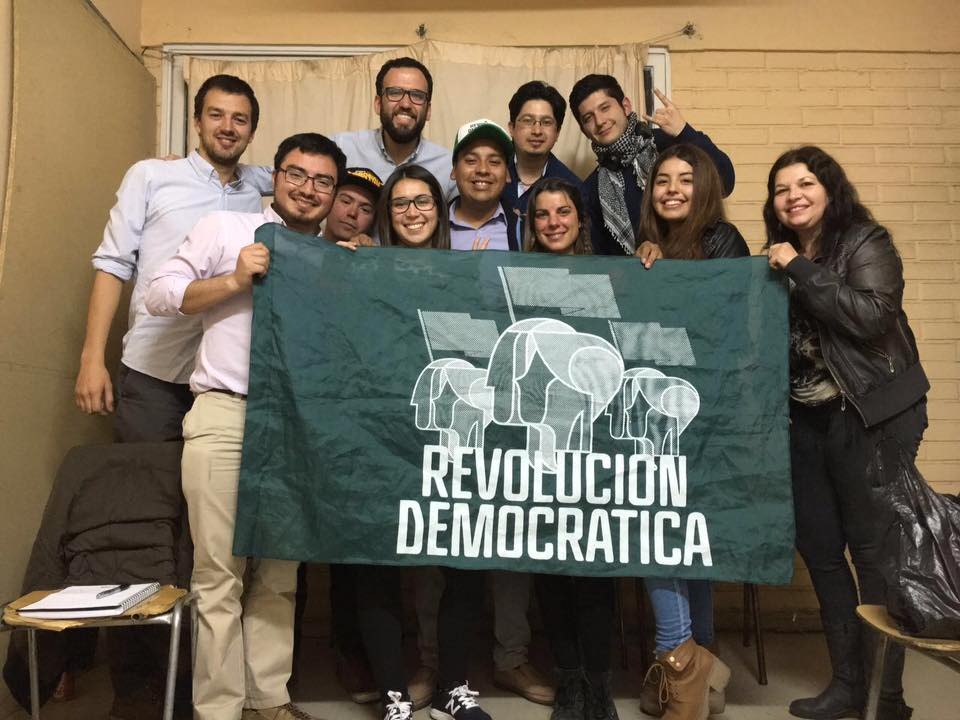
Vidal junto a militantes de Revolución Democrática en Huechuraba.

A finales de 2011 se embarcó junto a Sebastián Depolo, Natalia Jiménez, Giorgio Jackson, Giovanna Roa, Miguel Crispi, Paulina Muñoz, Matías Montenegro, María José Maldonado, Christian Sánchez, Nicolás Valenzuela y muchas otras personas y exdirigentes estudiantiles en la creación del movimiento político Revolución Democrática (RD), que posteriormente se formaría como partido.

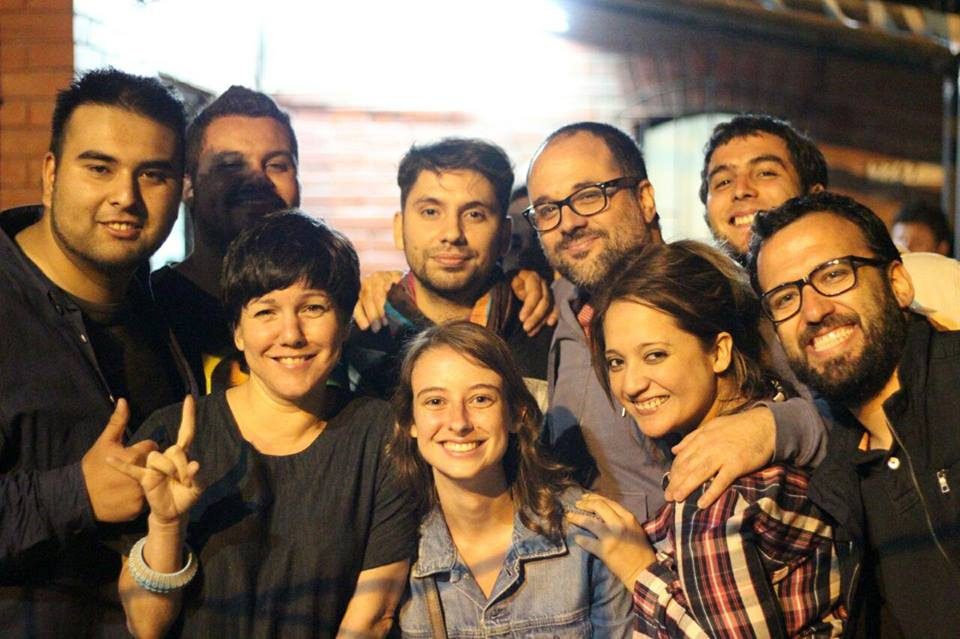
Pablo Vidal junto a otros militantes de RD, como Javiera Parada y Fabrizio Copano, 2016.

Durante 2012 se desempeñó como coordinador de Territorios y luego como coordinador nacional de la plataforma Acción Política de RD, donde trabajó activamente en la conformación del trabajo a nivel comunal del partido en diversos sectores del país, principalmente en las comunas de Estación Central y Maipú, donde fue Coordinador Territorial entre 2012 y 2013. Posteriormente asumió el mismo cargo en Huechuraba, desde 2014 hasta comienzos de 2017.
Hacia finales del año 2012 renunció a su trabajo en la Subsecretaría de Desarrollo Regional y Administrativo (SUBDERE) del Ministerio del Interior y Seguridad Pública, para intensificar su trabajo en la coordinación nacional de Acción Política de RD. Además, fungió como jefe de campaña de su amigo Cristián Bowen Garfias, quien se postuló ese año como candidato para alcalde de la comuna de Renca.
En 2017 se presentó como precandidato a diputado de Revolución Democrática por el distrito n.° 8, que comprende a gran parte de las comunas de la zona poniente de la Región Metropolitana (Maipú, Estación Central, Pudahuel, Cerrillos, Quilicura, Lampa, Colina y Tiltil). Tras ganar las elecciones primarias internas del partido para ser ratificado como candidato, y posteriormente imponerse nuevamente en elecciones de priorización, se presenta junto a su compañera de lista Marcela Sandoval en las elecciones parlamentarias del 19 de noviembre de ese año dentro del sub-pacto Revolución Democrática perteneciente a la lista del conglomerado Frente Amplio (FA).
Junto a su compañera de lista Marcela Sandoval, obtienen 24 126 votos en conjunto, lo que le permitió ser electo diputado de la República con el 2,89 % de los sufragios. De esta forma Pablo Vidal pasó a formar parte de la nueva bancada de parlamentarios jóvenes del Revolución Democrática y del Frente Amplio, compuesta principalmente por los diputados electos Giorgio Jackson, Maite Orsini, Catalina Pérez, Miguel Crispi, Natalia Castillo, y el senador electo Juan Ignacio Latorre, entre otros.

### Diputado (2018-2022)
El 11 de marzo de 2018 asumió como diputado de la República, integrando cuatro comisiones permanentes en la Cámara de Diputados: Relaciones Exteriores, Minería y Energía, Régimen Interno y Administración, y Bomberos. A partir de julio de 2018 forma parte de la Comisión Especial Investigadora de los actos del Gobierno relativo al origen y adopción del acuerdo entre CORFO y SOQUIMICH, sobre la explotación del litio en el Salar de Atacama, y su ejecución.
En sus primeros meses como parlamentario ha presentado proyectos de ley relativos a temas de familia. El primero de ellos, conocido como “Ley Gala”, consiste en reformar el Código Civil chileno para permitir que las familias chilenas elijan libremente el orden de los apellidos que llevarán sus hijos o hijas, ya que actualmente la legislación chilena impone obligatoriamente el apellido del padre como el primer apellido y el de la madre como el segundo. En julio de 2018, junto a la diputada Natalia Castillo, presentó un proyecto de ley para fomentar la corresponsabilidad parental, que consiste principalmente en tres modificaciones al Código del Trabajo que buscan fomentar la igualdad de responsabilidad de crianza de padres y madres.
Así también, en su calidad de miembro de la Comisión de Relaciones Exteriores ha sido uno de los principales voceros de la postura del Revolución Democrática frente a la contingencia internacional, como la demanda de Bolivia a Chile por una salida al mar, la crisis política, social y económica de Venezuela, y de Nicaragua, siendo el principal autor y promotor de una carta que condena el actuar del gobierno de ese país por la situación actual por la que atraviesa.
A nivel local, también ha destacado por la fiscalización del gasto de recursos municipales, denunciando ante Contrarloría el uso y abuso de la imagen de la alcaldesa de Maipú, Cathy Barriga, en la Cuenta Pública de su municipalidad de 2017.
El 3 de diciembre de 2020 hizo publica su renuncia a Revolución Democrática, junto a la también diputada Natalia Castillo, indicando diferencias en el camino que ha tomado la colectividad para formar parte de un polo de izquierda clásica junto a otras fuerzas del Frente Amplio, lo cual a su juicio no va en la línea que hubiesen deseado. A través de una carta a la militancia el parlamentario explicó que la colectividad ha preferido privilegiar "una identidad de impugnación y testimonio, bailando con los compases de una música ajena a las que nos inspiró en el comienzo".

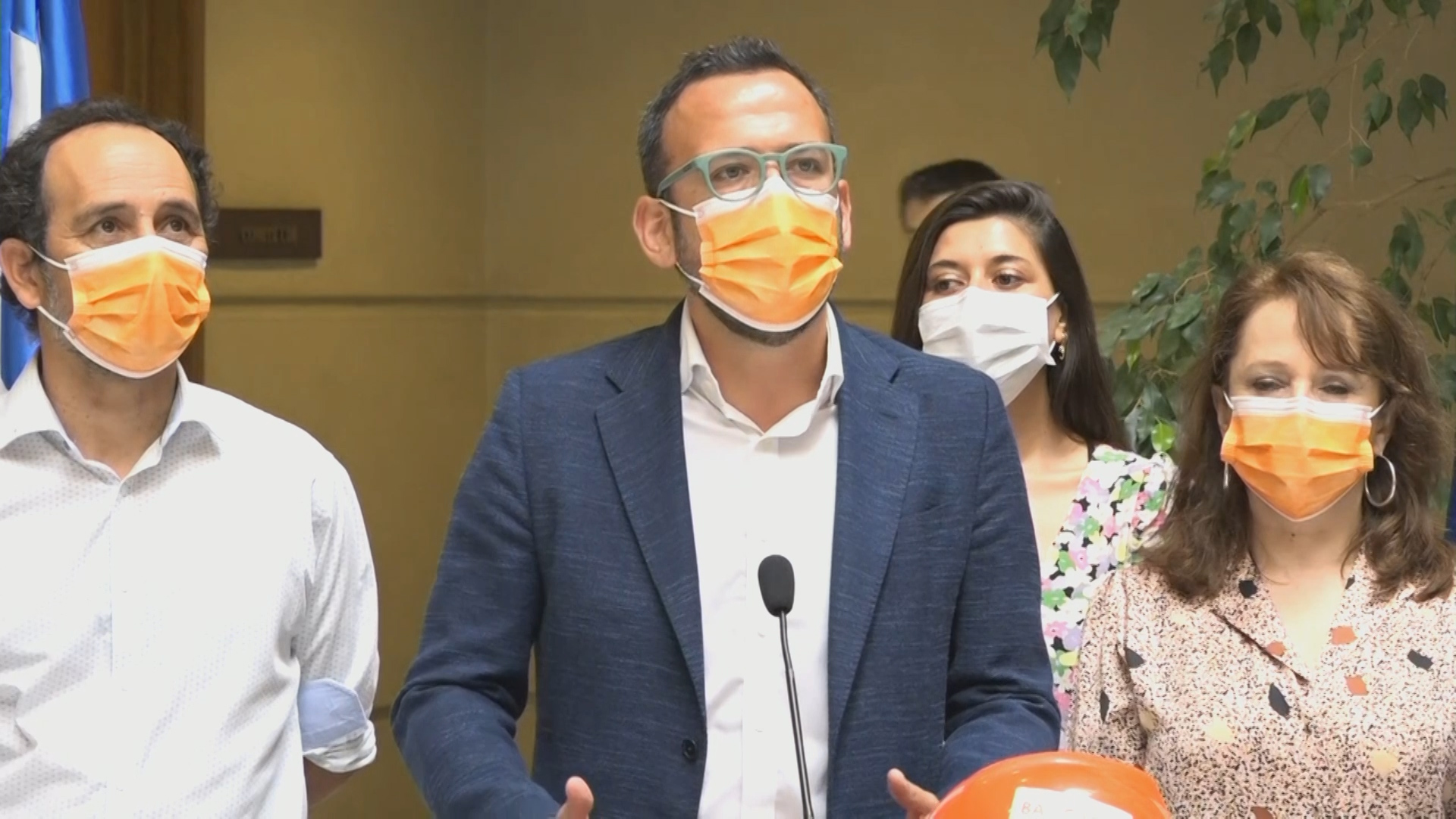
Pablo Vidal durante una conferencia de prensa en el Congreso Nacional, 2021.

El 30 de diciembre del mismo año Pablo Vidal junto al Partido Liberal (liderado por Vlado Mirosevic) y Natalia Castillo anunciaron la creación de una nueva plataforma política llamada «Nuevo Trato», conformada por figuras bacheletistas, socialdemócratas, progresistas e independientes del mundo civil, como el jurista Agustín Squella y la ex presidenta FEUC Sofía Barahona, entre otros.
El 13 de abril de 2021, Nuevo Trato y el Partido Liberal anunciaron la precandidatura presidencial de Vidal, en una eventual primaria con Unidad Constituyente, sin embargo el día 19 de mayo el parlamentario bajó su candidatura presidencial para apoyar a la candidata del Partido Socialista Paula Narváez.

## Carrera profesional
A comienzos de 2009 realizó su práctica profesional en el «Programa de Gestión de Riesgo Para el Ordenamiento Territorial en los Gobiernos Regionales», de la Subsecretaría de Desarrollo Regional y Administrativo (SUBDERE). Como consecuencia de los resultados de su práctica profesional, fue contratado para incorporarse como asesor del «Comité Interministerial para el Desarrollo de Zonas Extremas y Especiales» (CIDEZE), apoyando en la coordinación de servicios públicos en la instalación de la «Política Pública de Localidades Aisladas» en el Gobierno Regional de Arica y Parinacota.
A mediados de 2010 asumió la coordinación del proceso de consulta a Comunidades Indígenas que la SUBDERE realizó a raíz de la propuesta de modificación del límite intercomunal entre las comunas de Freire y Padre Las Casas (Región de la Araucanía), en el marco del convenio 169 de la Organización Internacional del Trabajo (OIT).
A partir de mayo de 2013 se desempeñó como encargado de relaciones comunitarias del «Proyecto Central Hidroeléctrica Rucalhue», de la empresa brasilera «Atiaia Energía Chile», perteneciente al Grupo Cornelio Brennand. El Proyecto Central Hidroeléctrica Rucalhue desarrolló un proceso de diálogo anticipado voluntario con las comunidades indígenas y no-indígenas cercanas, alcanzando acuerdos con todas las comunidades afectadas, directa o indirectamente, obteniendo la resolución de calificación ambiental en abril de 2016. En agosto de 2017 renuncia a este trabajo para dedicarse a su campaña como diputado.
El 1 de abril de 2022, tras dejar su cargo de diputado, fue nombrado como presidente de la Asociación Nacional de Televisión (ANATEL). Asumió el puesto el 5 de mayo de ese mismo año.

## Historial electoral

### Elecciones parlamentarias de 2017
- Elecciones parlamentarias de 2017, candidato a diputado por el distrito 8 (Cerrillos, Colina, Estación Central, Lampa, Maipú, Til Til, Pudahuel y Quilicura)[22]

### Elecciones parlamentarias de 2021
- Elecciones parlamentarias de 2021, candidato a diputado por el distrito 8 (Cerrillos, Colina, Estación Central, Lampa, Maipú, Til Til, Pudahuel y Quilicura)[23]